# Nadine Velazquez
Nadine Velazquez, född 20 november 1978 i Chicago, är en amerikansk skådespelare.
Velazquez har bland annat medverkat i TV-serierna My Name Is Earl och Major Crimes. Hon har även medverkat i filmen Flight från 2012.

## Filmografi (i urval)
- 2005–2009 – My Name Is Earl (TV-serie)
- 2007 – War
- 2011–2012 – Hart of Dixie (TV-serie)
- 2012 – Flight
- 2013–2017 – Major Crimes (TV-serie)